# Enrico Albertosi
Enrico Albertosi, född 2 november 1939, är en italiensk före detta professionell fotbollsmålvakt.
Albertosi gjorde 34 A-landskamper för Italien och deltog i VM 1962 (reserv), VM 1966, VM 1970 och VM 1974 (reserv) samt EM i Italien 1968. Albertosi vann EM-guld 1968 men i finalen stod Dino Zoff. 1970 var Albertosi förstemålvakt när Italien tog VM-silver. 
Albertosi spelade i AC Fiorentina där han debuterade i Serie A 1959 mot AS Roma. Han vann Cupvinnarcupen och två italienska cuptitlar med Florens-laget. Italiensk mästare 1970 med US Cagliari och med AC Milan 1979. Han spelade sammanlagt 532 Serie A-matcher (1958-1980). Han stängdes av under två säsonger för sin inblandning i Totoneroskandalen 1980 och avslutade karriären i Elpidiense (Serie C2) 1982-1984. 